# Einar Westblad
Einar Tomas Westblad, född 21 december 1891 i Överselö socken, död 4 juni 1961 i Stockholm, var en svensk lärare och zoolog.
Einar Westblad var son till kyrkoherden Gustaf Wilhelm Andersson och Helena Charlotta Westblad. Han avlade studentexamen i Örebro 1911 och blev filosofie magister vid Uppsala universitet 1915 och filosofie licentiat 1919 och filosofie doktor 1923 vid Lunds universitet. Efter lärartjänstgöring från 1920 i Uddevalla, Stockholm, Göteborg och Landskrona blev han 1925 lektor i biologi och kemi vid Karlskrona högre allmänna läroverk och var från 1931 lektor i biologi med hälsolära vid Högre allmänna läroverket å Östermalm i Stockholm. Westblad behandlade i sin vetenskapliga produktion särskilt maskgruppen turbellarier, bland annat i doktorsavhandlingen Zur Physiologie der Turbellarien (1923) och i flera på 1940-talet utgivna arbeten om Skandinaviens Acoela turbellarier. Han skrev även om primitiva marina hydror (1929–1953). Sina undersökningar genomförde han till stor del på Kristinebergs zoologiska station i Bohuslän, och han vistades för biologiska studier på norska västkusten och finska sydkusten samt vid Neapels biologiska station 1931, Island 1947, Skottland och Englands biologiska stationer 1948–1950 samt Jugoslaviens biologiska stationer 1952.